# ビブリオマニア
ビブリオマニア (bibliomania) は、強迫神性障害の一種で、社会生活もしくは当人の健康に悪影響を及ぼすほどの書籍収集ないし本の強迫的ホーディングをおこなうもの。
心理学的に健全な書籍の愛好であり、心療的な病ではないビブリオフィリアとは異なる。
日本語では、「蔵書癖」、「書籍狂」、「蔵書狂」、「愛書狂」などとも称される。

## 概要
ビブリオマニアは、書籍に関わる異常な振る舞いのひとつであり、収集家当人にとって役に立たない書籍や、本物の収集家が大きな価値を見出さないような書籍を収集することが特徴となっている。同じ本の同じ版を何冊も買ったり、実際に使用したり楽しんだりできる範囲を超えて書籍をため込むことが、ビブリオマニアにしばしば見られる徴候となっている。ただし、ビブリオマニアは、アメリカ精神医学会が DSM-IV で規定する精神病としては認知されていない
。
ビブリオマニアという言葉を生み出したのは、マンチェスター王立病院の医師だったジョン・フェリアーだった。1809年にフェリアーは、ビブリオマニアであった友人リチャード・ヒーバーに捧げた詩の中で、この言葉を生み出した。19世紀初頭には、定期刊行物に掲載される記事や詩など、一般的な言説の場面で、強迫的な書籍収集家を指して「ビブリオマニア」という表現が用いられた。
1809年には、トマス・フログノール・ディブディン師が『Bibliomania; or Book Madness』を出版し、文学評論家のフィリップ・コネル (Philip Connell) は同書について「一連の奇妙な取り止めのない対話が集められ、全体として一種の劇的に組み立てられた病理の記録となっており、豊富に示された図版も含まれ、第二版では書誌や書籍収集の歴史に関する膨大な量の脚注が付されている」と述べている。ディブディンの著作で示されたビブリオマニアの「徴候」には、「アンカット本、上質紙ないしベラム（犢皮紙）のページ、唯一無二の本、初版本、ブラックレターの書籍、図版入りの本、別冊本、発禁ないし禁制本などへの執着」が含まれている。
19世紀後半になると、書籍収集や著名な収集家は好事家として頻繁に言及されるようになっていった。
フェリアーやディブディンに続いて、ホルブルック・ジャクソンは『The Anatomy of Bibliomania』という書籍を発表した。

## ビブリオマニアとされる人物
- スティーヴン・ブラムバーグ - 530万ドル相当の書籍を盗んだとして有罪となった人物。
- 初代準男爵トーマス・フィリップス[10]（1792年–1872年）- 重症のビブリオマニアであった。死去の時点で収集した書籍や手稿は16万点に及び、死去から百年以上にわたって競売が続けられた。
- リチャード・ヒーバー （1773年 - 1833年） - イングランドの書籍収集家。収集のために領地の大部分を抵当に入れ、最盛期にはイングランド、フランス、オランダ等に書庫を有し14万6827冊、加えて多数のパンフレットを蔵書として所有した。
- W・F・ウィッチャー師 (Rev. W.F. Whitcher)[11] - 19世紀のメソジストの牧師で、稀覯本を盗んでは製本し直し、しばしば地元の古書店から珍しいものを「発見」したのだと主張した。

## 関連文献
- Dibdin, Thomas Frognall (1811). Bibliomania: Or Book Madness ( Dibdin's
- Bibliomania - プロジェクト・グーテンベルク)

- Basbanes, Nicholas A. (1995). A Gentle Madness: Bibliophiles, Bibliomanes, and the Eternal Passion for Books. Henry Holt and Company, Inc.
- Bartlett, Allison Hoover (2009). The Man Who Loved Books Too Much: The True Story of a Thief, a Detective, and a World of Literary Obsession. New York: Riverhead Trade
- Richard de Bury (1902). The Love of Books: "The Philobiblon" translated by E. C. Thomas. London: Alexander Moring
- Andrew Lang (1881). The Library.London: Macmillan & Co.
- McDade, Travis (2006). The Book Thief. Westport, CT: Praeger. ISBN 0-275-99331-0